# Хардради
Хардради (на норвежки: Hårfagreætta) е норвежка династия, клон на многочислената кралска династия Инглинги. В превод названието означава „Светлокосите“ и идва от прякора на първия норвежки крал Харал Прекраснокосия, станал прочут с красивата си дълга коса, която обещал да не постригва докато не обедини Норвегия, което и прави през 872 г.
Много историци изказва съмнения за принадлежността на някои норвежки крале към тази династия, по-конкретно Олаф Трюгвасон, Харалд Хардрада и др. За последен представител на Хардрадите се смята крал Хокон V